# Locomotiva DB 184
Le locomotive del gruppo 184 della Ferrovia Federale Tedesca (DB) sono state le prime locomotive elettriche quadricorrente previste per i servizi internazionali dalla Germania verso la Francia, il Belgio, il Lussemburgo e i Paesi Bassi.
Giacché quelle reti ferroviarie usavano sistemi di elettrificazione diversi da quello adottato dalle ferrovie tedesche, allo scopo di eliminare i tempi morti generati dalla necessità del cambio del mezzo di trazione alle frontiere gli uffici centrali della DB di Monaco di Baviera, in collaborazione con l'industria ferroviaria tedesca, realizzarono cinque prototipi di locomotive quadricorrente tutti dotati di parte meccanica Krupp.
Di essi, tre furono costruiti con un circuito di trazione ad azionamento elettronico realizzato dalla Allgemeine Elektricitäts-Gesellschaft (AEG) e due con un circuito ad azionamento tradizionale realizzato dalla Brown Boveri & Cie (BBC).
Le unità studiate e costruite dall'AEG, per la prima volta nella storia della macchine destinate a superare le “frontiere elettriche”, furono dotate di un equipaggiamento elettrico con convertitore elettronico a tiristori.
Le locomotive furono consegnate tra il 1966 e il 1967 andando a costituire il gruppo E 410, rinominato 184 con la nuova classificazione unificata adottata dalla DB nel 1968. Soprannominate "Europa-Lok", furono sottoposte a lunghe sperimentazioni, in Germania e sulle reti di altri Paesi europei compresa l'Italia, e vennero poi impiegate su diverse relazioni interne e internazionali (tra cui quelle di alcuni treni Trans Europ Express) fino alla fine del Novecento.

## Premesse
All'inizio degli anni sessanta lo sviluppo dell'elettronica di potenza, e in particolare dei tiristori, detti anche "diodi controllati al silicio" o SCR, dimostrò la possibilità di superare i problemi di ingombro e di massa che fino ad allora avevano rallentato l'introduzione di mezzi di trazione polisistema.
Tra i mezzi polisistema della generazione precedente all'introduzione dell'elettronica di potenza erano notevoli i casi delle ferrovie francesi (SNCF) che disponevano di locomotive alimentate con due, tre o quattro tipi di corrente, e dell'elettrotreno TEE quadricorrente delle Ferrovie Federali Svizzere (FFS) RAe 1050 che raggiungeva regolarmente Parigi e Milano.

## Progetto e costruzione

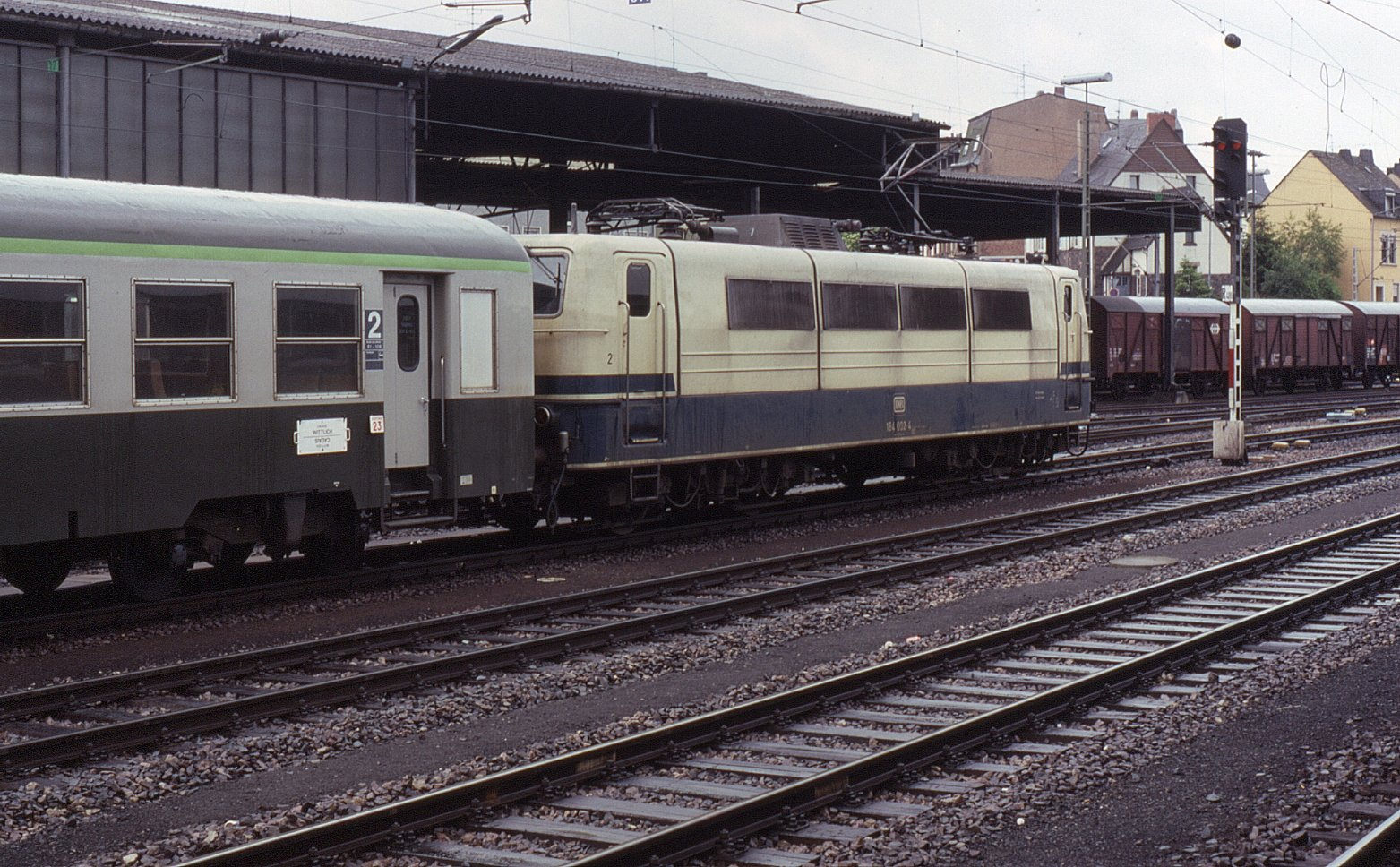
La locomotiva 184 002 nella stazione di Trier Hbf il 10 giugno 1991 alla trazione di un treno di carrozze della SNCF diretto a Wittlich, utilizzato dai militari francesi in servizio nella Germania occidentale per il ritorno alle proprie abitazioni durante i fine settimana.

Le locomotive elettriche E 410 (in seguito gruppo 184) della Ferrovia Federale Tedesca (DB) nacquero allo scopo di eliminare i tempi morti per il cambio del mezzo di trazione alle frontiere con Paesi Bassi, Belgio, Lussemburgo e Francia, le cui reti ferroviarie usavano sistemi di elettrificazione diversi da quello adottato dalle ferrovie tedesche.
Sulla base dell'esperienza acquisita con i tre prototipi di locomotiva bifrequenza equipaggiati con raddrizzatori al silicio costituenti i gruppi E 320 01, 11 e 21 che svolsero servizio a partire dal 1960 sulla relazione Homburg–Saarbrücken–Forbach–Metz, elettrificata in Germania a 15 kV 16⅔ Hz e in Francia a 25 kV 50 Hz, gli uffici centrali della DB di Monaco di Baviera svilupparono con l'industria tedesca il progetto di una nuova famiglia di locomotive elettriche polialimentazione che comprendeva:
- le locomotive bifrequenza E 310 (in seguito gruppo 181), previste per circolare sotto le reti elettrificate in corrente alternata a 15 kV 16⅔ Hz delle ferrovie tedesche (DB) e a 25 kV 50 Hz delle ferrovie francesi (SNCF) e lussemburghesi (CFL);
- le locomotive quadricorrente[Nota 1] E 410, previste per circolare anche sotto le reti elettrificate in corrente continua a 1,5 kV delle ferrovie olandesi (NS) e a 3 kV delle ferrovie belghe (SNCB).

Le suddette locomotive erano inoltre in grado di funzionare sotto le catenarie di altri Stati in cui non era prevista espressamente la loro circolazione, cioè le reti elettrificate in corrente alternata a 15 kV 16⅔ Hz delle ferrovie svizzere (FFS) e austriache (ŐBB) e, limitatamente alle E 410, le reti elettrificate in corrente continua a 1,5 kV delle ferrovie francesi (SNCF) e a 3 kV delle ferrovie italiane (FS).
Le locomotive E 410, che secondo Bachman "essentially was to be a multi-
current version of the DB's successful E10 (later BR 110) class", note con il nome di "Europa-Lok", vennero ordinate nel 1963 e costruite tra il 1966 e il 1967 in cinque esemplari con la parte meccanica realizzata dalla Krupp e gli equipaggiamenti elettrici forniti dalla Allgemeine Elektrizitäts-Gesellschaft (AEG) e dalla Brown, Boveri & Cie (BBC). Queste locomotive, accettate dalla DB tra il 1967 e il 1968, furono riclassificate nel 1968 nel gruppo 184.
Tra gli altri obiettivi del progetto vi era quello di avere macchine capaci di fornire le stesse prestazioni delle locomotive del gruppo 110 DB.
Oltre alle locomotive quadricorrente E 410 001-003, Krupp e AEG realizzarono nel 1966 i quattro prototipi di locomotive bifrequenza E 310 001-004, accettate nel 1967 dalla DB e riclassificate nel 1968 nei sottogruppi 181.0 e 181.1.

### Parte meccanica
La progettazione della parte meccanica fu particolarmente complessa a causa degli obiettivi e dei vincoli imposti in sede di definizione delle specifiche:
- limitare la massa in servizio a 84 tonnellate;
- rientrare nella sagoma limite internazionale;
- montare indifferentemente gli equipaggiamenti elettrici dell'AEG e dalla BBC.

Per il contenimento della massa si fece ricorso a una struttura del telaio estremamente leggera e a una progettazione particolarmente curata della parte elettrica, raggiungendo l'obiettivo con uno scarto minore del 3% (86000 kg per le locomotive con parte elettrica AEG e 85 400 kg per quelle con apparecchiature BBC).
I vincoli generati dalla sagoma limite internazionale, inferiore di 300 mm in altezza rispetto alla sagoma limite tedesca, e dall'intercambiabilità della parte elettrica vennero rispettati studiando un sistema di accoppiamento tra cassa e carrelli che permettesse di abbassare quanto più possibile il piano di calpestio delle cabine di guida e incassando profondamente nel pavimento il trasformatore principale.
Inoltre, per facilitare gli interventi di manutenzione, la zona centrale della cassa, destinata a contenere le apparecchiature elettriche, fu suddivisa in tre elementi amovibili individualmente in officina.

#### Coloritura
Tutte le "Europa-Lok" furono consegnate con la coloritura «blu acciaio», allora standard per le locomotive elettriche per treni viaggiatori veloci della DB, estesa per la prima volta all'imperiale, mentre il telaio e i carrelli furono verniciati con una nuova tonalità di grigio.
In occasione della prima revisione generale alcune locomotive furono ridipinte nel nuovo schema di coloritura «blu oceano-beige», in particolare la 184 002 nel giugno 1986 e la 184 003 nel luglio dello stesso anno.

### Parte elettrica
La parte elettrica delle locomotive E 410 001-003 (in seguito 184 001-003) fu realizzata dalla AEG facendo ricorso per la prima volta all'elettronica di potenza, mentre le E 410 011-012 (in seguito 184 111-112) furono approntate dalla BBC con la tradizionale tecnologia elettromeccanica.

#### Componenti comuni
I componenti elettrici comuni alle due serie erano alloggiati principalmente sull'imperiale della locomotiva, dove trovavano posto i pantografi e la loro linea di collegamento, il sezionatore generale e l'interruttore principale per la corrente alternata; l'interruttore extrarapido per la corrente continua, che doveva operare con correnti fino a 2000 A, fu invece sistemato nella sala macchine perché le sue dimensioni rilevanti ne impedivano l'alloggiamento sul tetto.
Nella torretta sull'imperiale trovavano infine spazio le resistenze per la frenatura elettrica.

##### Pantografi
Dovendo circolare sulle reti elettrificate di diverse amministrazioni ferroviarie su cui erano presenti linee aeree di contatto con caratteristiche geometriche e meccaniche assai diverse (per esempio altezza di posa, poligonazione e materiale della catenaria, posizione delle mensole di sostegno rispetto al filo di contatto, massima forza imprimibile al filo di contatto da parte del pantografo), che richiedevano l'uso di diversi tipi di pantografo, fu adottata una soluzione di compromesso che prevedeva l'impiego di quattro pantografi monobraccio, due dei quali identici fra loro.

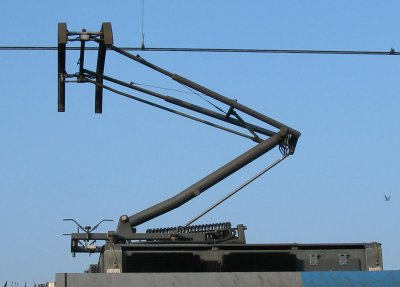
Esempio di pantografo monobraccio a doppio strisciante.

La specializzazione dei pantografi, numerati da 1 a 4 partendo dalla cabina 1 della locomotiva, è riassunta nella seguente tabella:.
|                             | Pantografi 1 e 4 | Pantografi 1 e 4 | Pantografi 1 e 4 | Pantografo 2 | Pantografo 2 | Pantografo 3 | Pantografo 3 | Pantografo 3 |
| --------------------------- | ---------------- | ---------------- | ---------------- | ------------ | ------------ | ------------ | ------------ | ------------ |
| Rete ferroviaria            | NS               | SNCF             | SNCB             | DB           | ŐBB          | FS           | FFS          | SNCF         |
| Tipo di elettrificazione    | 1,5 kV =         | 1,5 kV =         | 3 kV =           | 15 kV ~      | 15 kV ~      | 3 kV =       | 15 kV ~      | 25 kV ~      |
| Tipo di strisciante         | quadruplo        | quadruplo        | quadruplo        | doppio       | doppio       | doppio       | doppio       | doppio       |
| Larghezza dello strisciante | 1 950 mm         | 1 950 mm         | 1 950 mm         | 1 900 mm     | 1 900 mm     | 1 460 mm     | 1 460 mm     | 1 460 mm     |
| Materiale dello strisciante | carbone duro     | carbone duro     | carbone duro     | carbone      | carbone      | acciaio      | acciaio      | acciaio      |

I pantografi erano collegati in parallelo fra loro con una linea progettata con isolamento per la tensione di 25 kV.
Per la scelta del tipo di alimentazione il macchinista azionava il pulsante corrispondente alla rete ferroviaria sotto cui si trovava la locomotiva e il sistema di controllo, una volta verificato che la tensione sul pantografo corrispondesse alla selezione effettuata, configurava automaticamente il circuito di trazione in modo opportuno.
Sul banco di manovra, oltre ai pulsanti di selezione per i Paesi in cui operava quotidianamente la locomotiva, erano presenti quelli per le reti delle ferrovie federali svizzere (FFS) ed austriache (ŐBB), sulle quali non era prevista la circolazione in servizio commerciale.

##### Ripetizione dei segnali in macchina

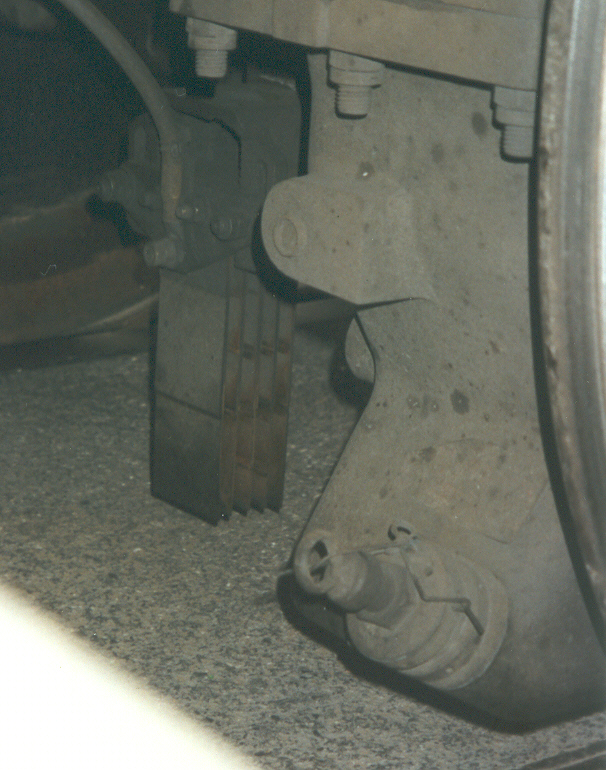
Spazzola di contatto simile a quella installata sulle locomotive DB 184.

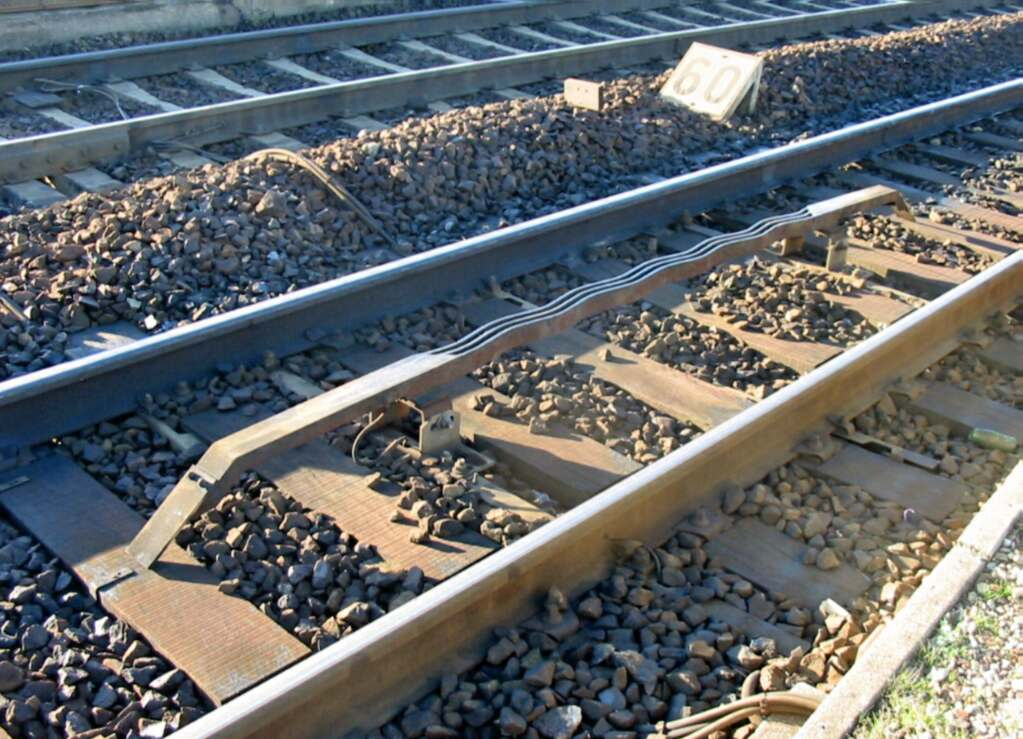
Il "coccodrillo" per la ripetizione dei segnali a bordo macchina.

Dovendo viaggiare su reti con diversi sistemi di segnalamento ferroviario le locomotive furono equipaggiate con i sistemi di ripetizione dei segnali in macchina usati dalle amministrazioni interessate; in particolare il sistema di ripetizione discontinuo INDUSI adottato dalle ferrovie federali tedesche (DB), fu affiancato dal sistema francese BRS adottato dalle ferrovie francesi (SNCF), lussemburghesi (CFL) e belghe (SNCB).
Il sistema INDUSI fu installato inizialmente nella versione I 60, aggiornata successivamente alla versione I 60R e quindi, limitatamente alla 184 003 che era l'unica locomotiva ancora in servizio negli anni novanta, alla versione PZB 90.
Il sistema francese BRS richiese l'installazione di una spazzola metallica di contatto sul carrello anteriore della locomotiva, destinata a strisciare su un pattino posto al centro del binario, detto "coccodrillo" per la sua forma, che ha il compito di trasmettere a bordo del rotabile l'informazione sull'aspetto del segnale che si sta per incontrare. Oltre alla spazzola e all'apparecchiatura di bordo a essa collegata, il sistema BRS richiedeva l'installazione in cabina di guida di un tachigrafo (tipo Hasler) su cui venivano registrati l'aspetto del segnale incontrato e la velocità del treno al passaggio sul relativo "coccodrillo".

##### Comando multiplo
Le locomotive erano equipaggiate per la doppia trazione a comando multiplo; il collegamento avveniva tramite una condotta elettrica a bassa tensione, i cui accoppiatori elettrici a 36 poli erano posizionati sulle pareti frontali.

#### Circuito di trazione AEG

Schema di principio del circuito di trazione delle locomotive elettriche quadricorrente con equipaggiamento elettrico AEG.

La parte elettrica delle locomotive E 410 001-003 (in seguito 184 001-003) fu realizzata dalla AEG facendo ricorso per la prima volta all'uso dell'elettronica di potenza per l'azionamento dei motori.
I tecnici dell'AEG introdussero con queste locomotive una duplice innovazione che consisteva nella regolazione continua della velocità dei motori di trazione ottenuta con un ponte raddrizzatore semicontrollato a tiristori e nell'adozione di un inverter a tiristori che alimentava il trasformatore principale della locomotiva convertendo la corrente continua prelevata dalla catenaria a 1,5 o 3 kV in corrente alternata a 112 Hz.
L'equipaggiamento di trazione era composto da:
- due inverter a tiristori;
- un trasformatore principale;
- due ponti raddrizzatori a tiristori;
- quattro motori di trazione.

##### Inverter a tiristori
Quando la locomotiva lavorava sotto una catenaria a corrente continua il trasformatore principale veniva alimentato per mezzo di una coppia di inverter modulari a tiristori, allora unica applicazione al mondo per la trazione ferroviaria, che convertivano la corrente continua in corrente alternata.
I due moduli inverter, della potenza unitaria di 1 600 kVA, venivano collegati rispettivamente in parallelo o in serie a seconda che la tensione continua presente sul pantografo fosse 1,5 kV o 3 kV.
La frequenza di commutazione dell'inverter, e quindi la frequenza di alimentazione del trasformatore principale, era inizialmente fissata a 100 Hz, ma dovette essere aumentata a 112 Hz per evitare le interferenze elettromagnetiche che disturbavano il sistema di segnalamento delle ferrovie belghe (SNCB).
Già in sede di progetto fu previsto di pilotare i due moduli inverter con uno sfasamento di 90° per limitare i disturbi introdotti dalla commutazione sulle linee di alimentazione a corrente continua, ma questo accorgimento ebbe praticamente un'efficacia molto inferiore alle attese.

##### Trasformatore principale
Quando la locomotiva lavorava sotto una catenaria a corrente alternata il trasformatore principale veniva alimentato direttamente dal pantografo mediante uno specifico avvolgimento primario a 25 kV con presa intermedia a 15 kV, opportunamente collegato in funzione della tensione presente sulla linea di contatto.
Il trasformatore principale, del tipo BLT 121e, sviluppato espressamente in quegli anni, era in grado di operare con le frequenze di 16⅔ Hz, 50 Hz e 112 Hz.
Era il componente più ingombrante dell'equipaggiamento di trazione, ma fu possibile contenerne la massa complessiva in 9 300 kg, compresi tutti gli accessori e il rifornimento di 2 150 kg di olio, grazie all'impiego di una nuova lega di alluminio per il serbatoio dell'olio di raffreddamento e all'eliminazione delle prese intermedie e dei selettori elettromeccanici del graduatore che veniva normalmente usato per la regolazione della velocità dei motori monofase a collettore sulle locomotive corrente alternata.
Il trasformatore principale era inoltre dotato di due ulteriori avvolgimenti secondari per l'alimentazione dei servizi ausiliari della locomotiva (per esempio i ventilatori dei motori di trazione, il gruppo motocompressore per l'aria compressa, ecc.) e per il circuito di riscaldamento elettrico delle carrozze, che nel funzionamento in corrente continua veniva invece alimentato direttamente dalla catenaria.

##### Raddrizzatori a tiristori
L'azionamento dei motori di trazione avveniva in modo continuo per mezzo di una coppia di moduli raddrizzatori a tiristori in configurazione a "ponte semicontrollato", che sostituivano gli ingombranti dispositivi di regolazione elettromeccanica basati su una serie di prese intermedie del trasformatore e sui relativi dispositivi di commutazione presenti nelle locomotive a corrente alternata di tipo tradizionale.
Ogni modulo raddrizzatore era collegato a uno specifico avvolgimento secondario del trasformatore principale e alimentava i due motori di trazione di ciascun carrello collegati permanentemente in parallelo fra loro.
I moduli raddrizzatori erano sistemati in due telai nella sala macchine, ciascuno dei quali conteneva 80 tiristori e 40 diodi al silicio raffreddati ad aria. La massa totale di 1 500 kg delle due incastellature, confrontata con quella della precedente locomotiva E 320 01 (in seguito 182 001) che adottava diodi al silicio di precedente tipo prodotti dalla stessa AEG, permetteva di ottenere un risparmio di massa di circa 300 kg con prestazioni migliorate del 30%.
Una volta raggiunta la massima tensione sui motori era possibile un ulteriore incremento della velocità per mezzo di quattro gradi di indebolimento di campo, ottenuti per mezzo di un sistema di controllo aggiuntivo.

##### Motori di trazione
I motori di trazione tipo UZ 116 64H furono derivati da quelli a corrente ondulata utilizzati dalla stessa AEG sulla locomotiva bifrequenza E 320 01 (successivamente 182.001), ulteriormente sviluppati con un sistema di ancoraggio a tre punti ed equipaggiati con la trasmissione cardanica ad anello di gomma "Gummiring-Kardan-Antrieb".
I quattro motori, caratterizzati da una tensione di alimentazione massima di 1 050 V e una potenza oraria di 800 kW ciascuno, azionavano singolarmente le sale dei carrelli della locomotiva (schema di rodiggio Bo'Bo'), fornendole complessivamente una potenza massica di 38,2 kW/t.

##### Frenatura elettrica
Le E 410 001-003 (in seguito 184 001-003) erano dotate della frenatura elettrica a resistenza, ottenuta mediante la regolazione del circuito di eccitazione separata dei motori, che poteva essere usata da sola come freno per limitare la velocità durante i percorsi in discesa, o a integrazione della frenatura continua ad aria compressa.

#### Circuito di trazione BBC
Diversamente da quella dell'AEG, la parte elettrica delle locomotive E 410 011-012 (in seguito 184 111-112) non aveva alcuna caratteristica innovativa: la BBC ricorse infatti alla soluzione, comunemente adottata al tempo per i mezzi di trazione quadricorrente, che prevedeva l'uso di motori alimentati in corrente continua con regolazione reostatica direttamente dalle catenarie a 1,5 kV e 3 kV e tramite trasformatore e ponte raddrizzatore dalle catenarie a 15 kV 16⅔ Hz e 25 kV 50 Hz.
La regolazione di velocità dei motori era ottenuta escludendo progressivamente per mezzo di contattori le resistenze del reostato di avviamento, con un totale di 72 passi di accelerazione.
Una volta raggiunta la massima tensione di alimentazione dei motori era possibile un ulteriore incremento della loro velocità per mezzo di un circuito aggiuntivo per il controllo dell'indebolimento di campo.
La scelta dell'azionamento elettromeccanico fece sì che le locomotive 184 111 e 112, con parte elettrica ABB, non creassero i problemi di interferenza elettromagnetica causati dall'azionamento elettronico AEG delle 184 001-003 sul sistema di segnalamento delle ferrovie belghe.
I motori di trazione a corrente ondulata tipo MBg 810 furono sviluppati dalla BBC facendo ricorso all'esperienza maturata nell'isolamento a 3 kV con altri tipi di motori per locomotive monotensione e richiamandosi al progetto dei motori utilizzati sulla locomotiva bifrequenza E 320 11 (in seguito 182 011). 

Erano adatti sia al funzionamento in corrente alternata raddrizzata, con potenza oraria di 810 kW, che a quello in corrente continua, con potenza oraria di 850 kW, ed erano progettati per una tensione di esercizio di 1,5 kV che rendeva necessario collegare in serie i motori di ciascun carrello nel funzionamento sotto la linea aerea a 3 kV.
Le differenti dimensioni del motore BBC MBg 810, di diametro maggiore ma di minor lunghezza rispetto all'AEG ZU 116 64H, imposero ai progettisti della Krupp lo sviluppo di un carrello congegnato in modo che potessero esservi installati entrambi i tipi di motore, allo scopo di garantire una sostituzione flessibile e veloce in officina.
Per l'azionamento dei servizi ausiliari (per esempio i ventilatori dei motori di trazione, il compressore per l'aria compressa, ecc.), la BBC fece ricorso a dei motori in corrente continua alimentati con una tensione di 220 V ricavata mediante abbassamento e raddrizzamento della tensione di linea quando la locomotiva operava sotto una catenaria a corrente alternata, o da un convertitore statico a 400 Hz quando la locomotiva operava sotto una catenaria a corrente continua.
Fatte salve le differenze citate, le locomotive BBC avevano caratteristiche analoghe a quelle AEG.

## Sperimentazioni

### Sperimentazioni in Germania

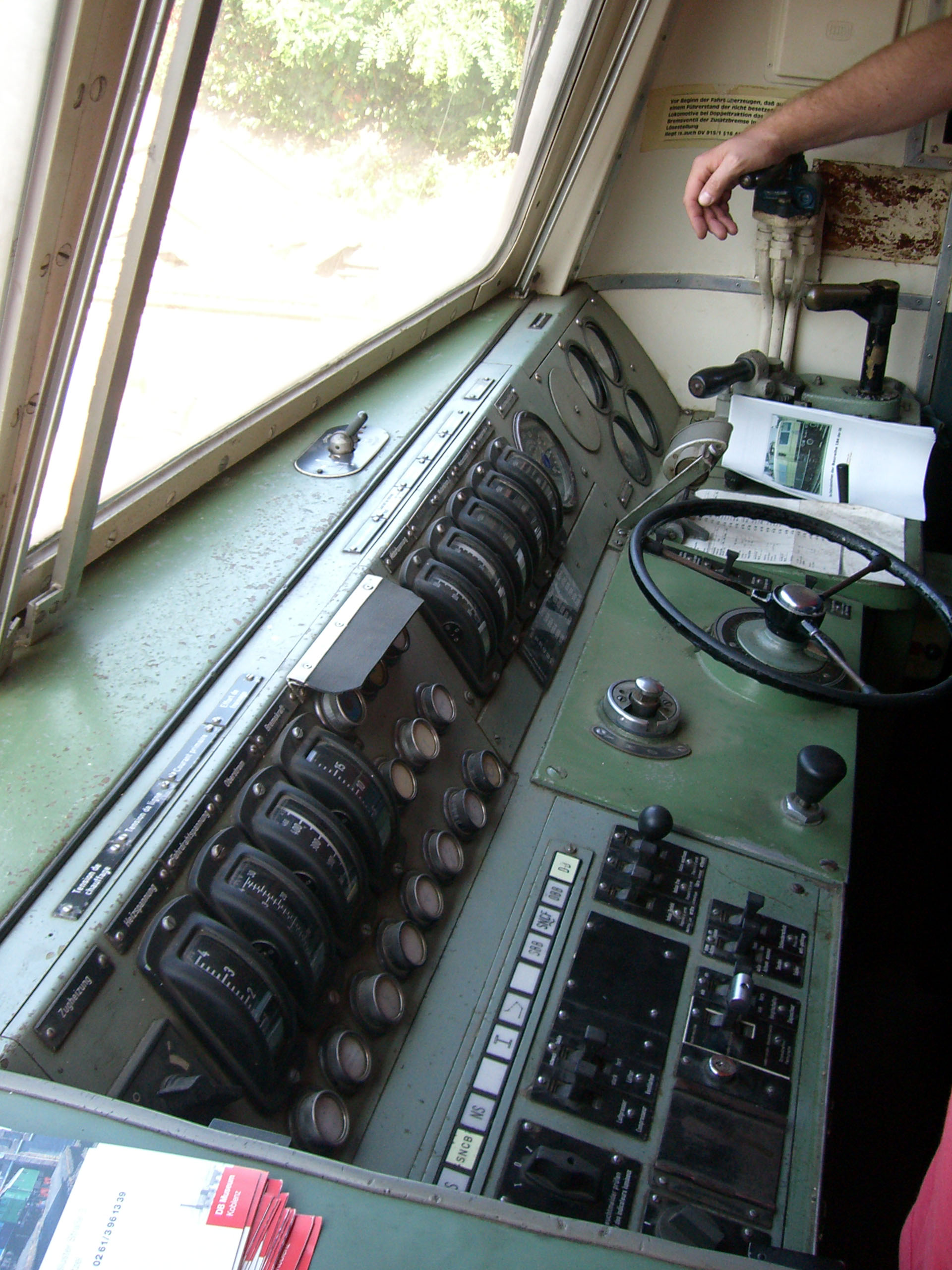
Il banco di comando della locomotiva 184 003 nel 2007.

La E410 001 iniziò le corse di prova nel dicembre 1966 nella zona di Monaco di Baviera, manifestando inizialmente un inconveniente che provocava la ripetuta bruciatura di un fusibile nell'armadio del raddrizzatore a seguito di una particolare manovra; dopo qualche tentativo venne individuata la causa del guasto e il problema fu definitivamente risolto.
Un altro inconveniente si manifestò sui trasformatori delle locomotive AEG che, a causa di un'ottimizzazione troppo spinta, mostrarono una tendenza al surriscaldamento nelle corse di prova con un treno di 650 tonnellate sulla "Geislinger Steige", rampa in forte salita sulla linea Stoccarda-Ulm. Fu quindi necessario provvedere al loro riavvolgimento con isolamento in Nomex, materiale di nuova concezione resistente alle alte temperature, allungando sensibilmente la fase di messa a punto delle locomotive.
Alla fine degli estesi collaudi la E 410 001 fu consegnata in prova alla DB il 25 ottobre 1966 e fu seguita dalle rimanenti locomotive fino al marzo 1967.
La messa a punto fu delicata e le cinque locomotive E 410 ottennero l'omologazione sulla rete DB tra la fine di settembre 1967 e la fine di agosto 1968, quando la loro denominazione definitiva era già mutata in gruppo 184.

### Sperimentazioni in Belgio, Francia e Paesi Bassi
Le locomotive 184 svolsero una serie di corse di prova sulle reti ferroviarie europee su cui era prevista la loro circolazione, ottenendo l'omologazione sulla rete belga a 3 kV della SNCB nel settembre 1968, sulla rete francese a 25 kV 50 Hz della SNCF nel febbraio 1969 e sulla rete olandese a 1,5 kV delle NS nel luglio 1969; tuttavia su quest'ultima rete non prestarono mai servizio.
Nel mese di ottobre 1968 si svolsero tra Aquisgrana (in tedesco Aachen) e Liegi le corse di prova per l'accettazione sulla rete a 3 kV della SNCB e in questa occasione le 184 001-003 AEG ebbero modo di manifestare la loro superiorità rispetto alle locomotive a corrente continua a tecnologia tradizionale della SNCB, riuscendo a trainare sul tratto in forte pendenza Aachen Hauptbahnhof-Aachen Süd treni viaggiatori di 600 tonnellate alla velocità di circa 60 km/h senza aver bisogno della locomotiva di spinta.
L'omologazione sulla rete della SNCB fu però complicata dal fatto che le locomotive della serie AEG (184 001–003) inizialmente erano equipaggiate con un inverter con frequenza di commutazione di 100 Hz, le cui armoniche disturbavano il sistema di segnalamento belga. Per risolvere l'inconveniente la frequenza dell'inverter fu portata a 112 Hz, dopodiché le prove vennero ripetute con la 184 002 sulla tratta Aachen Hauptbahnhof–Welkenraedt della linea Aquisgrana–Liegi senza più causare interferenze col segnalamento SNCB.
Le corse di accettazione sulla rete SNCF a 25 kV 50 Hz si svolsero tra Saarbrücken a Metz il 5 febbraio 1969.

### Sperimentazioni in Italia
Fin dagli anni cinquanta, sulla spinta delle esperienze straniere, gli ambienti tecnici italiani avevano preso in considerazione la possibilità di costruire mezzi di trazione polisistema per i servizi internazionali.
Il dibattito tecnologico trovò ampio riscontro nelle riviste tecniche, tra cui Ingegneria ferroviaria, La tecnica professionale e L'elettrotecnica.
Le FS, che avevano già una vasta esperienza con i rimorchi per elettromotrici Le 840.200 e che avevano considerato la possibilità di modificare quattro elettrotreni ETR.200 per impiegarli anche con l'alimentazione a corrente alternata trifase, verso il 1965 avevano studiato la possibilità di espletare servizi internazionali equipaggiando con convertitori alcuni rimorchi Le 601 tramite i quali alimentare delle ALe 601 o costruendo delle locomotive quadricorrente basate sul progetto meccanico delle D.443.
Nell'aprile del 1972 la 184 003 venne inviata in Italia a seguito di un accordo tra FS e DB per eseguire una serie di prove inquadrate in un programma coordinato dall'Office de Recherches et d'Essais (ORE), l'ufficio per le ricerche e le sperimentazioni dell'Union Internationale des Chemins de fer (UIC).
Le prove, oltre a valutare le prestazioni della locomotiva, erano finalizzate a verificare l'effetto delle armoniche della corrente di trazione generate dalla commutazione dei circuiti elettronici di potenza della locomotiva sui circuiti di segnalamento e sugli impianti di telecomunicazioni delle FS.
La sperimentazione si svolse dal 13 al 20 di aprile sulle tratte Camerlata–Seregno della linea Milano–Chiasso e Brescia–Chiari della Milano–Venezia, su cui vennero posizionate le apparecchiature per la misurazione a terra sui circuiti di binario, sui cavi telefonici e sulle sottostazioni elettriche di alimentazione della linea di trazione.
Il treno di prova era composto dalla locomotiva DB 184 003, dalla carrozza dinamometrica Vdlz 801.001, dalla carrozza oscillografica 60 83 99-89 000-3 Vosz, dalla carrozza UIC-X di 2ª classe 51 83 22-86 134-2 e dalla E.444.003 in funzione di locomotiva di riserva.
Nei giorni successivi il suddetto convoglio, a cui vennero aggiunte sedici carrozze portandone la massa a 862 tonnellate, eseguì delle prove di trazione sul tronco Bologna-Prato della Direttissima Bologna–Firenze, dove la 184 dimostrò le sue ottime doti di forza e di accelerazione portando il treno, che fu anche fatto spuntare da fermo, a più di 95 km/h sulle rampe più acclivi con una forza di trazione misurata al gancio di 220 kN.
Durante le prove l'insufficiente filtraggio in uscita provocò reiteratamente disturbi agli impianti di telecomunicazione e di segnalamento (tra l'altro venivano disinserite le telescriventi di stazione).
Riferisce Giovanni Cornolò che in precedenza le FS avevano declinato la proposta della DB di acquistare un "limitato lotto" di 184 con cui espletare servizi internazionali (probabilmente TEE). Tale disinteresse, che faceva seguito a un analogo rifiuto opposto alle FFS riguardo alla proposta d'acquisizione di un "limitato numero" di elettrotreni del gruppo RAe 1050, fu forse dovuto al ritardo con cui, rispetto alle previsioni, fu trasformata nel sistema nazionale a corrente continua a 3 kV la residua parte della rete ligure-piemontese ancora elettrificata col sistema a corrente alternata trifase, che avrebbe dovuto essere percorsa da tali mezzi per l'espletamento dei servizi a essi assegnati.

## Esercizio

### Servizio operativo

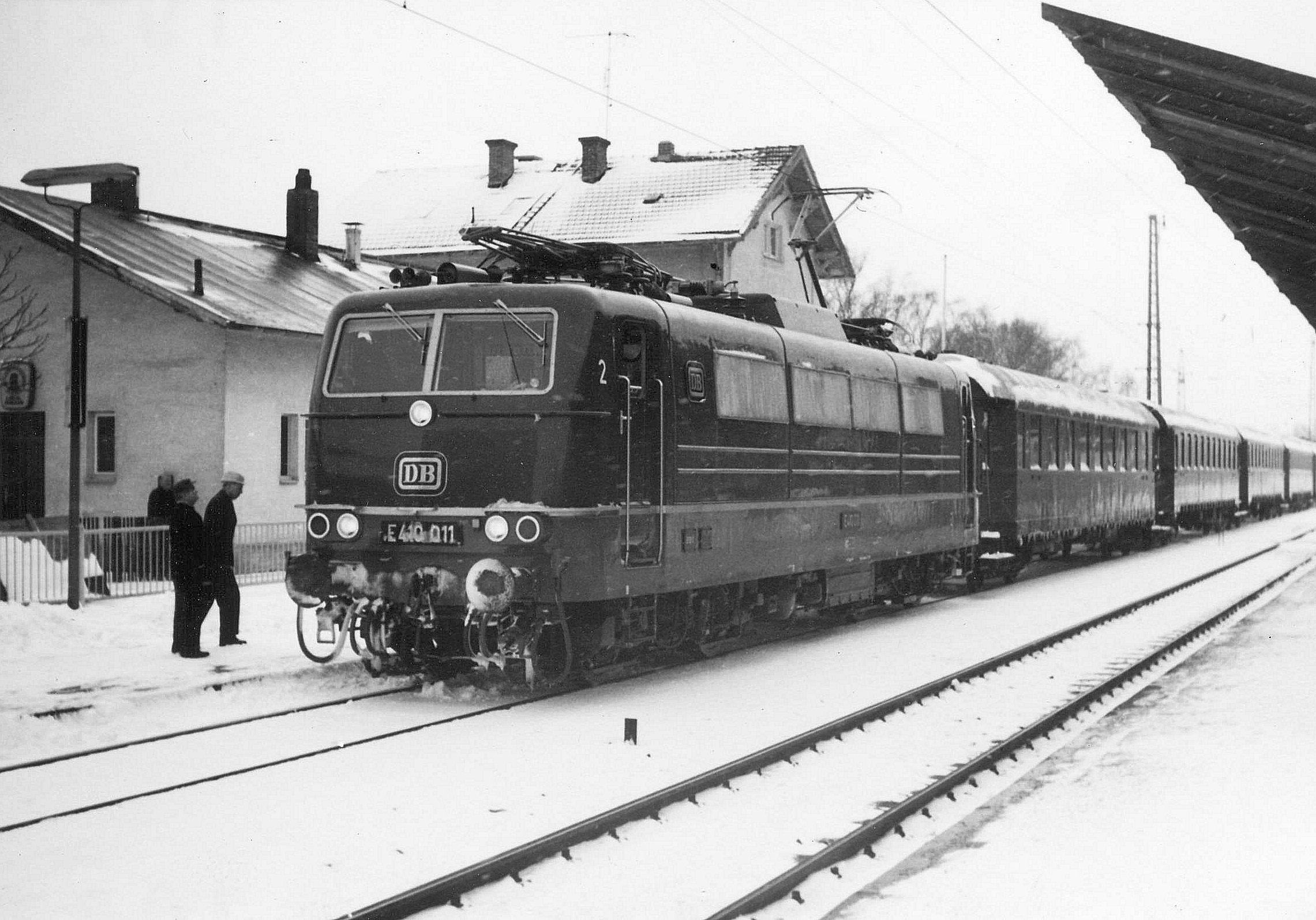
La locomotiva E 410 011 con la marcatura d'origine in sosta nella stazione di Gauting nell'inverno 1967-1968.

Le locomotive E 410 furono assegnate a partire dall'estate del 1967 al deposito di Colonia Deutzerfeld, dove prestarono servizio inizialmente con l'esclusione dei treni pendolari e dei treni espressi, limitazione che decadde dal 1º febbraio 1968.
Nel 1968 le E 410 vennero riclassificate nel gruppo 184, mantenendo la numerazione progressiva 001-003 e 011-012, che per queste ultime venne cambiata in 111-112 l'anno successivo.
Dopo numerose prove in linea le 184 del deposito di Colonia Deutzerfeld furono messe in servizio sul TEE Paris-Ruhr nel 1969 e sul TEE Parsifal nel 1970, istituendo in questa occasione un turno giornaliero sul percorso Dortmund–Liegi–Aquisgrana–Liegi–Dortmund, in cui le 184 coprivano i tratti Dortmund–Liegi in testa al TEE Paris Ruhr, Liegi–Aquisgrana–Liegi con la coppia di TEE Parsifal, e Liegi–Dortmund in testa al TEE Paris Ruhr. Il turno rimase pressoché invariato anche dopo la limitazione a Düsseldorf, nel settembre 1971, del TEE Paris Ruhr e l'ulteriore limitazione a Colonia, nel giugno 1975, del TEE Molière che l'aveva sostituito quasi sulla stessa traccia oraria dal giugno 1973.
Nel 1974 una manovra errata sulla locomotiva 184 002 provocò un gravissimo guasto nella sezione a corrente continua, che risultò praticamente distrutta. L'entità dei danni fu tale da determinare la decisione di rimuovere completamente le apparecchiature per il funzionamento a 1,5 e a 3 kV in corrente continua, compresi i pantografi 1 e 4, declassando così la 184 002 a locomotiva bifrequenza e rendendola analoga alle macchine del gruppo 181. Dopo l'intervento di ripristino la 184 002 fu trasferita al deposito locomotive di Saarbrücken, dove fu affiancata alle 181 nei turni del servizio interfrontaliero con la Francia.
Anche le 184 001 e 003 si dimostrarono poco affidabili nel funzionamento in corrente continua, essendo soggette a una serie di avarie provocate dai picchi di tensione che si verificavano sulla linea di contatto alimentata a 3 kV della rete ferroviaria belga. Le sovratensioni erano causate dall'immissione di energia in linea da parte delle locomotive SNCB durante la frenatura elettrica a recupero, che provocava, in particolari condizioni, un aumento della tensione media fino a 4 kV con picchi di 7 kV. Questi valori non comportavano conseguenze sulle locomotive ad azionamento elettromeccanico della SNCB, ma, non esistendo ancora una componentistica di protezione adeguata, erano deleteri per l'inverter che equipaggiava le 184 AEG, costringendo alla fine la DB a ritirarle dal servizio internazionale con il Belgio.
Le 184 111 e 112 BBC, ad azionamento elettromeccanico come le locomotive della SNCB, erano immuni dalle suddette sovratensioni, ma dopo il ritiro delle 184 001 e 003 risultarono in numero insufficiente per garantire l'esercizio dei TEE Molière e Parsifal e vennero distolte anch'esse dal servizio internazionale.
Le 184 001, 003, 111 e 112 furono quindi declassate a locomotive bifrequenza, rimuovendone i circuiti di trazione a corrente continua e i pantografi 1 e 4, e trasferite al deposito locomotive di Saarbrücken, dove vennero messe in servizio sul ramo Treviri-Ehrang a partire dall'orario estivo del 1979.

### Radiazione e conservazione museale

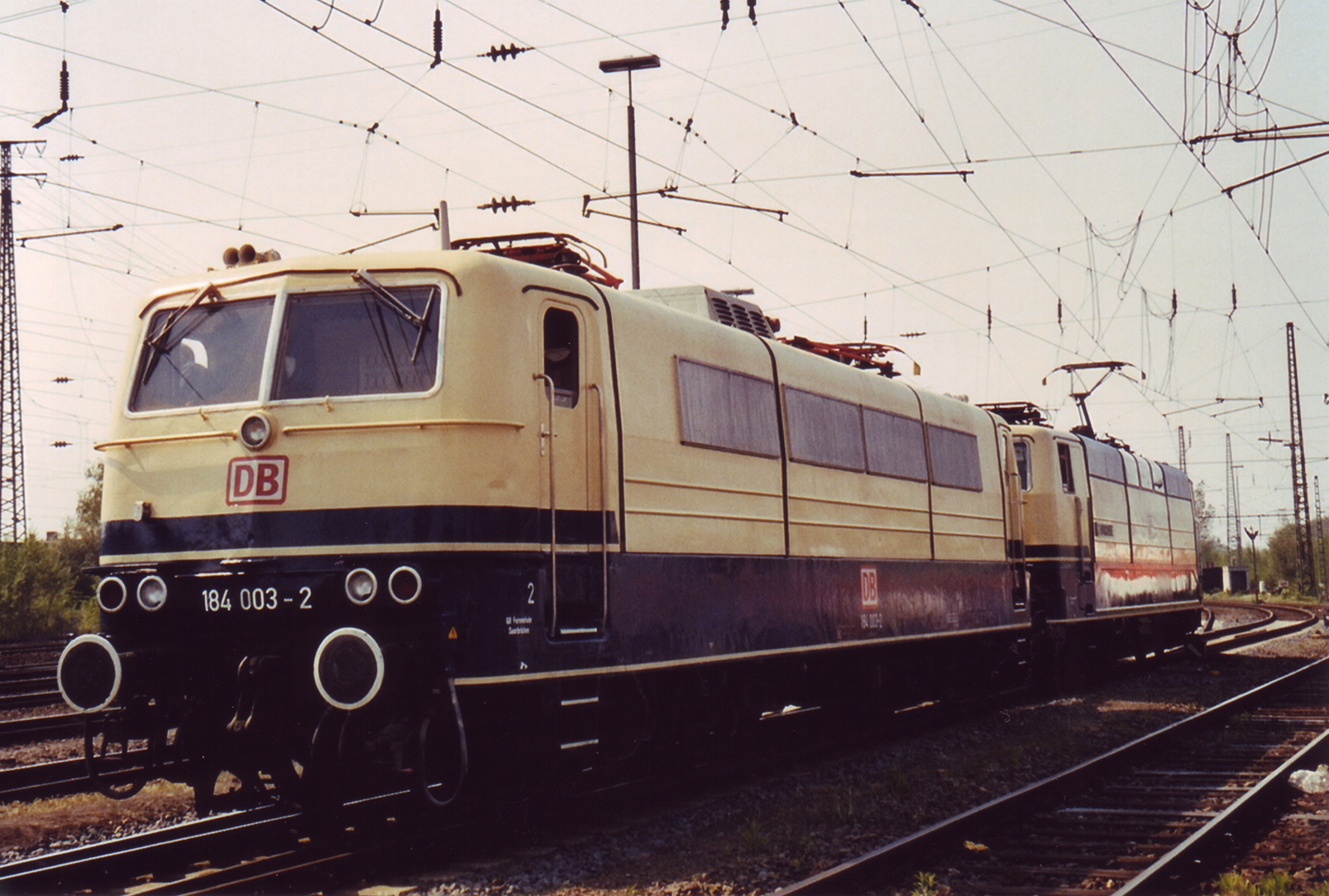
La 184 003 spinta dalla 181 211 durante una parata di locomotive sul parco espositivo esterno del museo DB di Coblenza-Lützel il 6 maggio 2006.

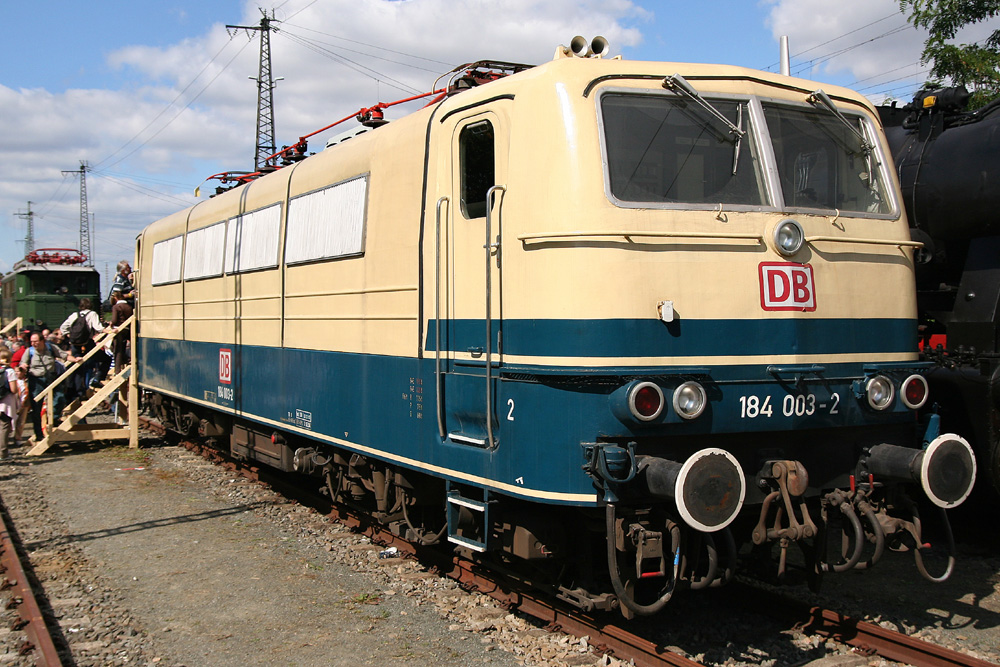
La locomotiva 184 003 esposta nella stazione di Fürth il 15 settembre 2007.

#### Locomotive 184 001-003
La 184 001, dopo aver subito un incidente il 6 ottobre 1993 a Apach, sulla rete SNCF a 25 kV, fu accantonata il 12 ottobre successivo, quindi smantellata e demolita.
La 184 002 fu accantonata il 1º ottobre 1994 e alienata il 30 novembre successivo, quindi restò nelle officine di riparazione DB di Opladen fino al 6 giugno 2000 e fu demolita nel corso dello stesso mese da una società esterna della medesima città.
La 184 003, ultima locomotiva del gruppo 184 rimasta in servizio attivo, subì nei primi giorni del gennaio 2002 danni al caricabatterie; dopo un inutile tentativo di riparazione effettuato nel deposito locomotive di Saarbrücken, fu accantonata il 24 gennaio successivo e alienata il 27 febbraio con una percorrenza di 3 297 346 km. Il 1º marzo 2002 fu trasferita al museo DB di Coblenza-Lützel.

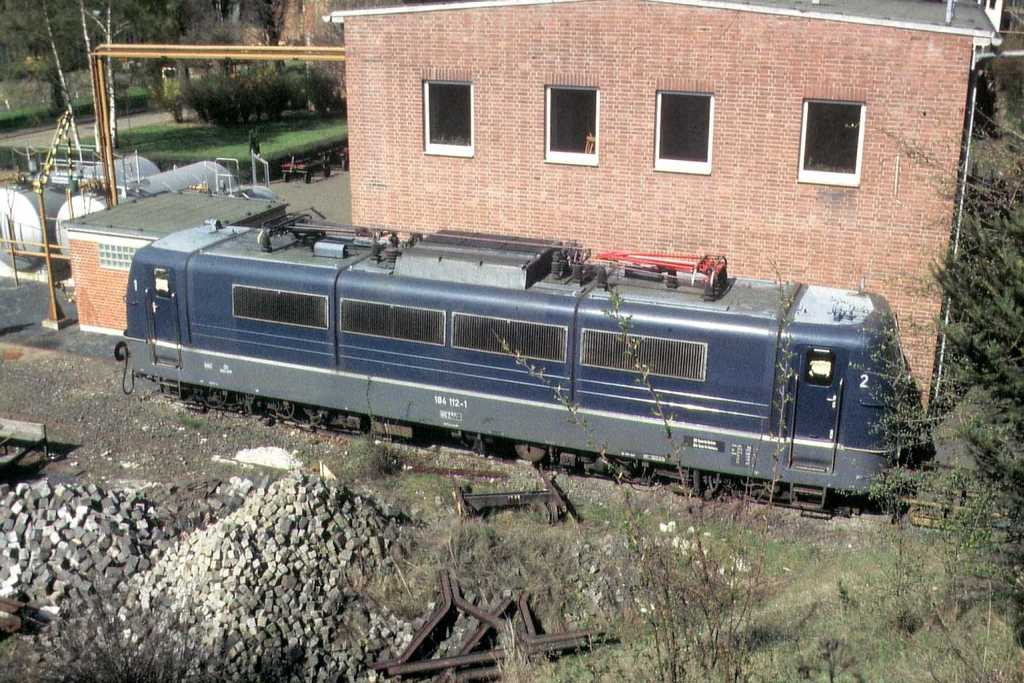
La locomotiva 184 112, ancora priva dei pantografi 1 e 4, nelle officine di riparazione DB di Kassel il 27 aprile 1984.

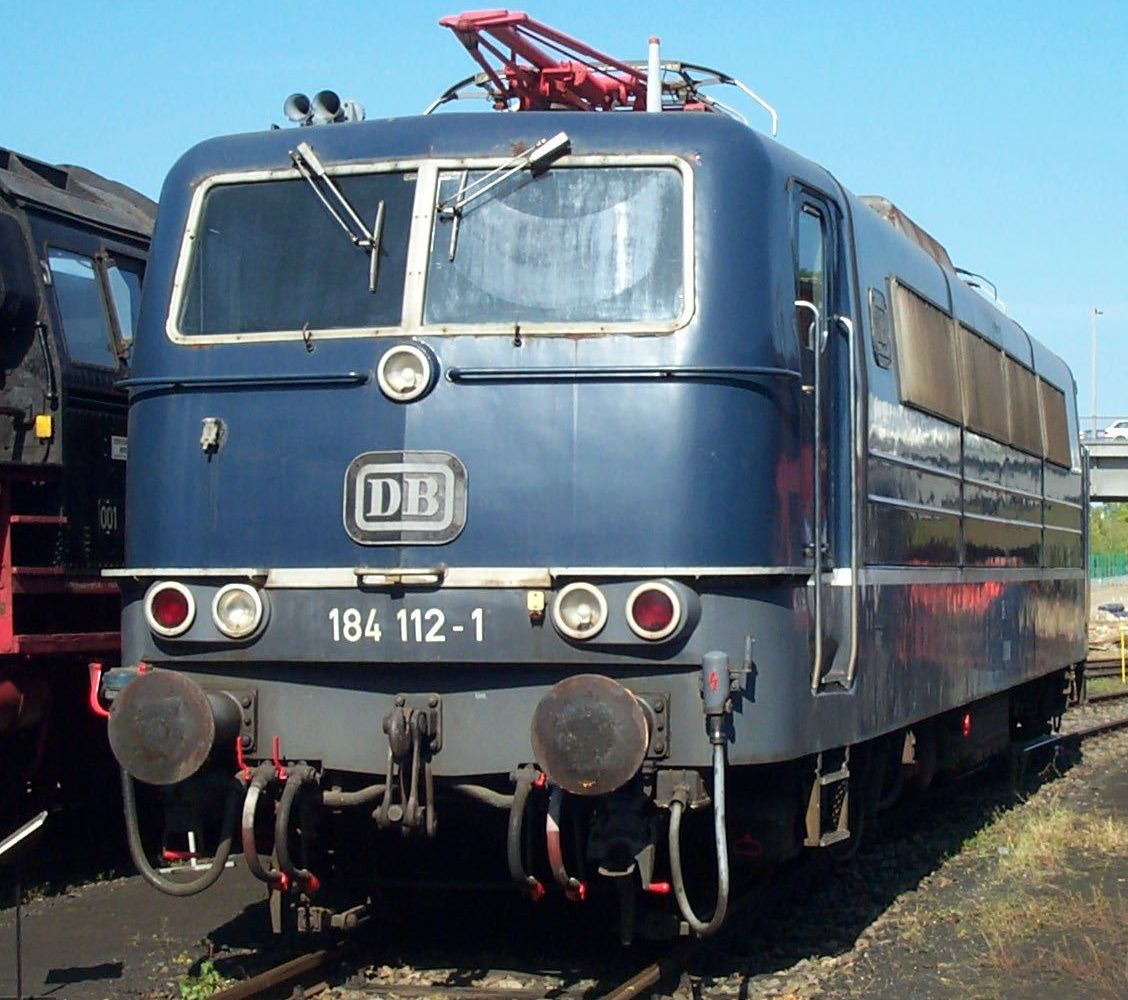
La locomotiva 184 112 esposta al Museo della Scienza e della Tecnica di Berlino il 16 novembre 2003.

#### Locomotive 184 111-112
Le locomotive 184 111-112 non ebbero una vita particolarmente lunga: essendo le uniche macchine della DB equipaggiate con la tecnologia svizzera della BBC, non furono mai viste di buon occhio, sia per le difficoltà di reperimento dei pezzi di ricambio che per i costi di manutenzione conseguentemente elevati.
La 184 111, accantonata il 3 ottobre 1980, fu ricoverata il 24 settembre 1981 nel capannone delle officine di riparazione DB di Opladen, dove rimase a disposizione per due anni per fornire pezzi di ricambio; nel 1984 venne smantellata e demolita nelle officine stesse.
La 184 112 fu ricoverata il 17 dicembre 1982 nelle officine di riparazione DB di Opladen a causa di un limitatore di sovratensione difettoso; in mancanza del pezzo di ricambio fu quindi accantonata il 30 giugno 1983 e destinata al Museo della Scienza e della Tecnica di Berlino. Nel luglio 1984 fu trasferita nelle officine di riparazione DB di Kassel dove furono rimontati i pantografi 1 e 4 e inviata a Berlino, dove fu esposta a partire dal 19 maggio 1987 nel giardino del museo.

### Dati statistici
| Classificazione iniziale | Costruttore | Anno di inizio costruzione | Data di accettazione | Classificazione dal 1968 | Classificazione dal 1969 | Data di accantonamento | Stato                                                     |
| ------------------------ | ----------- | -------------------------- | -------------------- | ------------------------ | ------------------------ | ---------------------- | --------------------------------------------------------- |
| E 410 001                | Krupp/AEG   | 1966                       | 1º ottobre 1967      | 184 001                  |                          | 12 ottobre 1993        | Demolita                                                  |
| E 410 002                | Krupp/AEG   | 1966                       | 29 settembre 1967    | 184 002                  |                          | 1º ottobre 1994        | Demolita                                                  |
| E 410 003                | Krupp/AEG   | 1967                       | 26 luglio 1968       | 184 003                  |                          | 24 gennaio 2002        | Esposta al museo DB di Coblenza-Lützel                    |
| E 410 011                | Krupp/BBC   | 1967                       | 26 luglio 1968       | 184 011                  | 184 111                  | 3 ottobre 1980         | Demolita                                                  |
| E 410 012                | Krupp/BBC   | 1967                       | 29 agosto 1968       | 184 012                  | 184 112                  | 30 giugno 1983         | Esposta al Museo della Scienza e della Tecnica di Berlino |

## Riproduzioni fermodellistiche

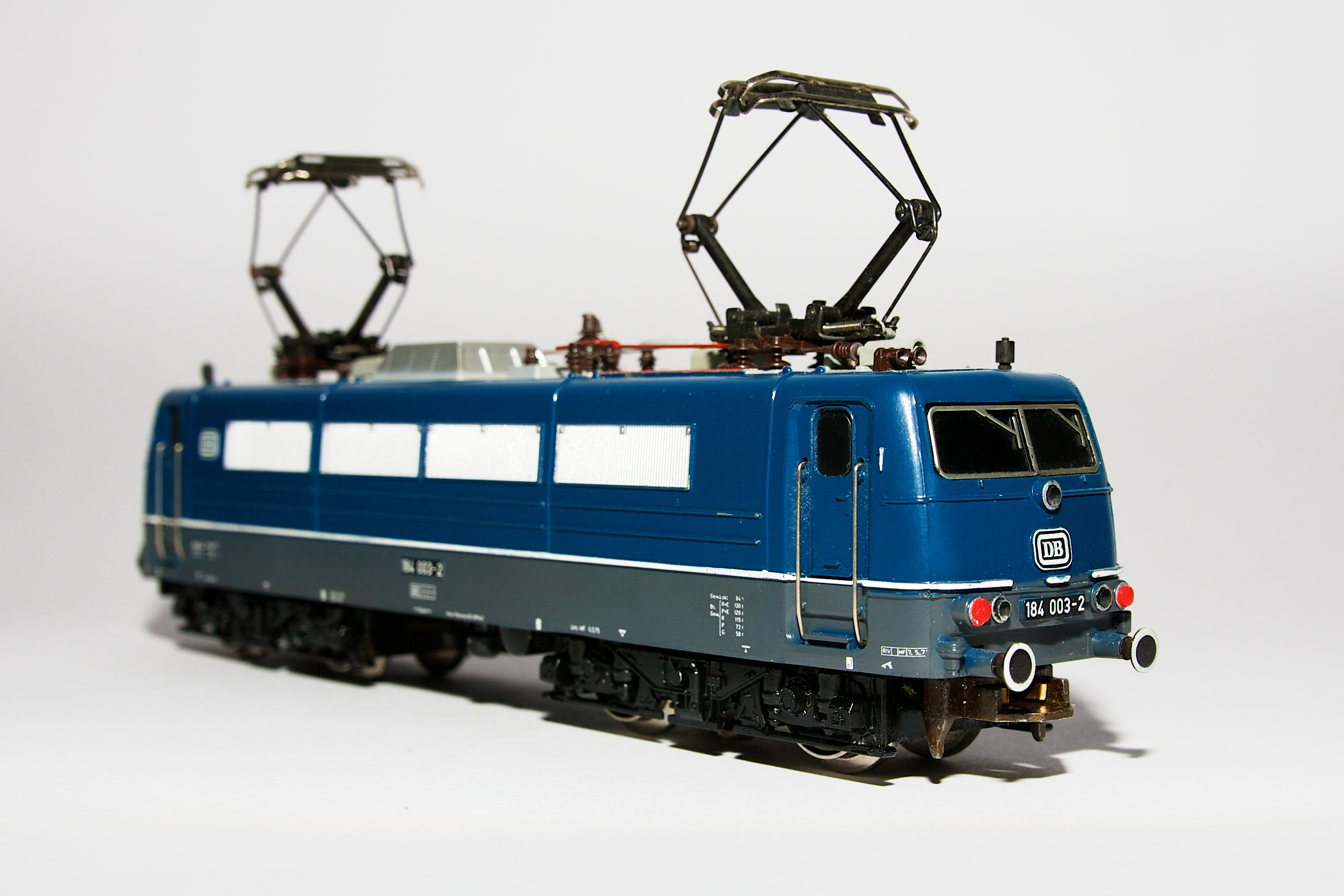
Modello Trix della 184 003-2 in livrea originale.

La popolarità delle locomotive DB 184 è dimostrata anche dalle numerose riproduzioni fermodellistiche nelle scale H0 ed N predisposte da parte di diverse ditte specializzate, fra cui Jouef, Märklin, Trix e, con grande tempestività e nelle scale HO ed N, Lima.
Il modello Märklin fu presentato alla 49ª edizione della Fiera internazionale del giocattolo di Norimberga, svoltasi dal 5 all'11 febbraio 1998.
Ultima arrivata è la riproduzione in scala H0 del prototipo E 410 001 eseguita da LS Models.

### Annotazioni
1. 1 2 3 4 5 6 7 8 9 10 11 12  I mezzi polisistema, cioè i rotabili in grado di operare sulle reti ferroviarie con diversi sistemi di elettrificazione, si distinguono nelle seguenti tipologie:
  - "bitensione", atti a funzionare con corrente della stessa natura (continua o alternata) a due tensioni diverse (per esempio: locomotiva bitensione a 1,5 e 3 kV=, locomotiva bitensione a 16 e 25 kV 50 Hz);
  - "bifrequenza", atti a funzionare con corrente alternata a due frequenze diverse (per esempio: locomotiva bifrequenza a 15 kV 16⅔ Hz e 25 kV 50 Hz);
  - "bicorrente", atti a funzionare indifferentemente con corrente corrente continua a una determinata tensione o corrente alternata a una determinata tensione e frequenza (per esempio: locomotiva bicorrente a 1,5 kV= e 25 kV 50 Hz);
  - "policorrente", atti a funzionare indifferentemente con corrente continua a diverse tensioni e con corrente alternata a diverse tensioni e frequenze. Rientrano in questo caso i mezzi:
    - "tricorrente" (per esempio: locomotiva tricorrente a 1,5 kV=, 3 kV= e 25 kV 50 Hz);
    - "quadricorrente" (per esempio: locomotiva quadricorrente a 1,5 kV=, 3 kV=, 15 kV 16⅔ Hz e 25 kV 50 Hz).

Cf Machefert-Tassin, I diversi, n. 2, pp. 175-180.
2. 1 2  BZA: sigla di Bundesbahn-ZentralÄmter (uffici centrali delle ferrovie federali).
3. ↑  SCR: sigla di Silicon Controlled Rectifier (diodo controllato al silicio).
4. ↑  I mezzi polisistema delle prime generazioni utilizzavano, quali raddrizzatori, gli ignitroni o gli eccitroni. Cf Ugo Cantutti, Il treno, in Il mondo della tecnica, sotto la direzione di Gustavo Colonnetti, vol. 4°, Torino, UTET, 1962, p. 31.
5. ↑  Nel 1981 la locomotiva 182 001 (ex E 320 01), già accantonata dalla DB, fu concessa in uso alla AEG-Telefunken che vi montò a proprie spese un'apparecchiatura sperimentale con motori trifasi che intendeva sviluppare soprattutto per le reti straniere con alimentazione monofase a 25 kV 50 Hz, ma che poteva essere provata anche sulla rete tedesca a 15 kV 16⅔ Hz. Con la trasformazione, eseguita dalla AEG a Monaco Freimann, la locomotiva fu equipaggiata con un carrello con due motori trifasi della potenza nominale complessiva di 2 870 kW, mentre i motori originali dell'altro carrello furono esclusi dal circuito di trazione. In occasione della trasformazione la 182 001 fu ridipinta nello schema di coloritura rosso, beige e grigio perla. Cf Notizie flash in I treni oggi, 2 (1981), n. 13, p. 7.
6. ↑  Le differenze di sezione e tiro della linea di contatto, e conseguentemente quelle di larghezza e materiali degli striscianti e di pressione del pantografo su di essa, costituivano e costituiscono uno dei maggiori vincoli all'interoperabilità. Cf Leonardo Micheletti, Sulla trazione elettrica ferroviaria, in La tecnica professionale, n.s. 19 (2012), n. 4, pp. 13-19.
7. ↑  INDUSI: acronimo di INDUktive zugSIcherung (sicurezza treno induttiva).
8. ↑  BRS: sigla di Boite de Répetition des Signaux (cassetta di ripetizione dei segnali).
9. ↑  I motori monofase a collettore, detti anche "motori diretti", sono concettualmente identici ai motori a corrente continua, ma ne differiscono costruttivamente per limitare gli effetti negativi della corrente alternata. Questa, induce infatti correnti parassite nel nucleo magnetico (correnti di Foucault) e, soprattutto, genera una forza elettromotrice (f.e.m.) indotta, detta "f.e.m. di trasformazione", che turba fortemente la commutazione del motore generando deleteri scintillii sulle spazzole del collettore. La "f.e.m. di trasformazione" costituisce la principale limitazione dei motori diretti, tanto che i suoi effetti indesiderati costrinsero le reti ferroviarie che adottarono la trazione elettrica a corrente alternata a limitarne la frequenza a 16⅔ Hz, cioè a un terzo della frequenza industriale di 50 Hz. Cf Machefert-Tassin, I diversi, n. 3, pp. 297-298 e Mayer, La scelta, pp. 251-252.
10. ↑  La regolazione elettromeccanica veniva invece effettuata in modo discontinuo, con gradini di velocità determinati dalla selezione di prese del trasformatore a tensione progressivamente più elevata, nelle locomotive con motori monofasi, o dall'esclusione progressiva delle resistenze del reostato di avviamento, nelle locomotive con motori a corrente continua.
11. ↑  Il ponte semicontrollato è una variante del ponte di Graetz in cui due diodi di un ramo sono sostituiti da una coppia di tiristori. Regolando il ritardo di accensione dei tiristori rispetto al passaggio per lo zero della tensione alternata ai capi del ponte è possibile lasciar passare solo una parte di ciascuna semionda, ottenendo così in uscita una tensione raddrizzata di cui si può variare il valore medio senza soluzione di continuità, permettendo la regolazione continua della velocità del motore.
12. 1 2  I motori a corrente ondulata vengono usati tipicamente nei rotabili a corrente monofase a frequenza industriale, dove vengono alimentati con la corrente, detta "pulsante" o "ondulata", fornita dai ponti raddrizzatori. Sono sostanzialmente dei motori a collettore a corrente continua a cui viene aggiunta in serie un'induttanza di spianamento, detta "self", usata generalmente da sola o in combinazione con un leggero shuntaggio ohmico dei circuiti induttori. I motori di trazione a corrente continua non possono essere infatti alimentati direttamente con la corrente raddrizzata, poiché la componente alternata di tale corrente creerebbe nell'indotto lo stesso fenomeno della "f.e.m. di trasformazione" che turba la commutazione dei "motori diretti". Cf Machefert-Tassin, I diversi, n. 3, pp. 297-298 e Mayer, La scelta, p. 252.
13. ↑  Rampa in salita del 22,5‰ che supera un dislivello di 112 m in 5,6 km.
14. ↑  Secondo Michael Ruge (Die Elektrolokomotiven, pp. 60-61) si trattava della locomotiva E.444.003, fatto che trova conferma nelle foto di Claudio Pedrazzini.
15. ↑  Se gli RAe 1050 o le 184 fossero effettivamente stati acquistati dalle FS il loro servizio sulle linee alimentate a corrente alternata trifase avrebbe implicato l'uso di locomotive Diesel da attestare all'intero treno, come fatto successivamente per alcuni treni rapidi in servizio interno al fine di garantire una velocità commerciale maggiore di quella possibile attestando a essi le locomotive trifase, con evidenti maggiori spese per acquistare un sufficiente numero di macchine da utilizzare solo per questo scopo giacché, dato il prestigio dei treni internazionali e la conseguente necessità di garantire la continuità dell'esercizio, in base alla pratica delle FS vi sarebbe dovuta essere nel parco almeno una terna di unità di cui la prima in normale servizio (presumibilmente non solo per i treni internazionali), la seconda in officina per la manutenzione programmata e la terza di riserva in deposito per fronteggiare guasti imprevisti delle altre due. Per la cronologia della trasformazione del sistema di alimentazione delle linee della rete ligure-piemontese si veda la voce Cronologia delle elettrificazioni a corrente continua a 3000 volt della rete delle Ferrovie dello Stato italiane.
16. ↑  Mertens, Malaspina, TEE, p. 80. La stessa fonte sostiene che le 184 furono messe in servizio anche sul TEE Goethe a partire dal 1970, circostanza che risulta assai improbabile perché le locomotive assegnate al TEE Goethe erano di stanza nel deposito di Saarbrücken, mentre tutte le 184 erano assegnate a quello di Colonia. L'unica locomotiva che potrebbe aver prestato servizio regolare sul TEE Goethe è la 184 002, trasferita a Saarbrücken nel 1974 dopo il declassamento a macchina bifrequenza.
17. ↑  L'aumento della tensione oltre i limiti di tolleranza si verificava quando non poteva essere utilizzata l'energia immessa in linea dalle locomotive SNCB in fase di frenatura elettrica a recupero. Questo avveniva quando sui binari alimentati dalla stessa sottostazione elettrica non era presente nessuna locomotiva sottoposta a sforzo di trazione, impegnata cioè nel traino di un convoglio in fase di accelerazione o su un percorso in salita. L'avaria poteva dunque verificarsi nelle suddette condizioni quando la 184 era ferma, impegnata in un percorso in discesa o, meno facilmente, aveva già raggiunto la velocità impostata in orario su un percorso pianeggiante, condizione in cui l'assorbimento di corrente è limitato a quello necessario per vincere le resistenze aerodinamiche e per garantire l'alimentazione dei servizi del treno.

### Fonti
1. 1 2 3 4  Locomotive policorrenti, pp. 30-32.
2. ↑  Mayer, La scelta, pp. 252-254.
3. ↑  Vicuna, Organizzazione, pp. 427-428.
4. ↑  Gli elettrotreni, p. 19.
5. 1 2 3 4 5 6 7  Wilbrink, E 310/E 410.
6. 1 2 3  Machefert-Tassins, I diversi, n. 4, tabella XII, p. 408.
7. ↑  Nel 1968 i tre prototipi E 320 01, 11 e 21 furono riclassificati nel gruppo 182 rispettivamente come 182 001, 011 e 021. Cf Ruge, Die Elektrolokomotiven, pp. 39-49.
In seguito il gruppo 182 fu riutilizzato dalla Deutsche Bahn AG per classificare le 25 locomotive a 15 kV 16⅔ Hz e 25 kV 50 Hz ES 64 U2 immesse in servizio nel 2001-2002. Cf Ruge, Die Elektrolokomotiven, pp. 47-49.
8. 1 2  Bachman, The BR 184.
9. ↑  Cornolò, Furregoni, La storia, p. 42.
10. 1 2 3  Mertens, Malaspina, TEE, p. 80.
11. 1 2 3 4 5 6 7 8  Ruge, Die Elektrolokomotiven, p. 55.
12. ↑  Ruge, Die Elektrolokomotiven, pp. 22, 25.
13. 1 2 3 4  Ruge, Die Elektrolokomotiven, p. 56-57.
14. 1 2 3  Locomotive policorrenti, p. 32.
15. 1 2 3 4 5 6 7 8 9 10 11  Ruge, Die Elektrolokomotiven, pp. 54-55.
16. 1 2 3 4 5 6 7 8 9 10 11 12 13 14 15 16 17 18 19 20 21 22  Ruge, Die Elektrolokomotiven, pp. 58-59.
17. 1 2  Locomotive policorrenti, p. 31.
18. ↑  Pagina dei lettori, Europa difficile, in Itreni, 18 (1997), n. 186, pp. 12-13.
19. 1 2  Ruge, Die Elektrolokomotiven, pp. 14-15.
20. ↑  Ruge, Die Elektrolokomotiven, pp. 32-34.
21. 1 2 3 4 5 6 7 8 9 10 11 12 13  Ruge, Die Elektrolokomotiven, pp. 62-64.
22. ↑  Ruge, Die Elektrolokomotiven, p. 19.
23. 1 2 3 4 5 6 7 8 9 10 11 12 13 14 15 16 17 18 19  Ruge, Die Elektrolokomotiven, pp. 60-61.
24. 1 2  (EN) Aachen Hbf (Germany - Belgium), su Railways through Europe. URL consultato il 7 novembre 2012.
25. 1 2  Mascherpa, Un progetto, pp. 16-17.
26. ↑  Cf la rassegna di Yves Machefort-Tassin, I diversi
27. 1 2 3 4 5 6  Locomotive policorrenti, pp. 32-33.
28. ↑  Giovanardi, Ferrovia, p. 779.
29. ↑  Mertens, Malaspina, TEE, pp. 80-81.
30. ↑  Cornolò, Dall'E.626, p. 417.
31. 1 2 3 4  Ruge, Die Elektrolokomotiven, p. 65.
32. ↑  Mertens, Malaspina, TEE, pp. 180-183, 200-205, 338-341.
33. ↑  Mertens, Malaspina, TEE, pp. 338-341.
34. 1 2  Schmitz, Die Europalok.
35. ↑  (DE) E 410 003/184 003-2 (Mehrsystem-Elektrolokomotive) [collegamento interrotto], su DB Museum Koblenz. URL consultato il 7 novembre 2012..
36. ↑   Lima. Scala H0. Catalogo di vendita 1967-68, Vicenza, Lima, 1967,  p. 7. URL consultato il 5 febbraio 2022.
37. ↑   Lima. Scala H0. Catalogo di vendita 1968-69, Vicenza, Lima, 1968,  p. 17. URL consultato il 5 febbraio 2022.
38. ↑   Lima. Scala N. Catalogo di vendita 1968-69, Vicenza, Lima, 1969,  p. 7. URL consultato il s febbraio 2022.
39. ↑   Märklin. Catalogo novità 1998, Göppingen, Märklin, 1998,  p. 25.
40. ↑  News modellismo. Europa Lok, di nuovo disponibile la polisistema sperimentale tedesca degli anni Sessanta, in Tutto treno, 27 (2014), n. 291, p. 47